# قضية فاغنر

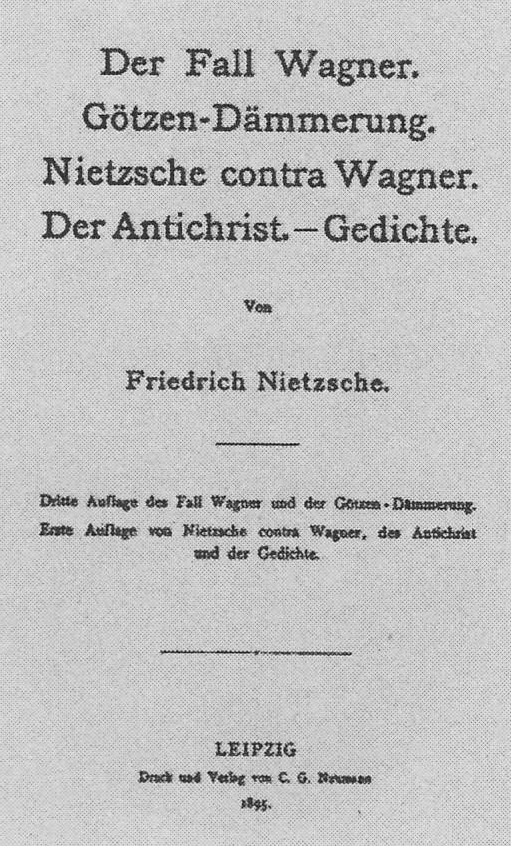

قضية فاغنر (بالألمانية: Der Fall Wagner)‏ هو كتاب ألفه الفيلسوف الألماني فريدريك نيتشه عام 1888. الكتاب ينتقد أفكار ريتشارد فاغنر  بسبب تأييد ريتشارد لأفكار النازية وأفكار تعادي السامية.